# Вил Мари (Квебек)
Вил Мари (фр. Ville-Marie) је град у Канади у покрајини Квебек. Према резултатима пописа 2011. у граду је живело 2.595 становника.

## Географија

### Клима
| Клима (Вил Мари)         | Клима (Вил Мари) | Клима (Вил Мари) | Клима (Вил Мари) | Клима (Вил Мари) | Клима (Вил Мари) | Клима (Вил Мари) | Клима (Вил Мари) | Клима (Вил Мари) | Клима (Вил Мари) | Клима (Вил Мари) | Клима (Вил Мари) | Клима (Вил Мари) | Клима (Вил Мари) |
| Показатељ \ Месец        | .Јан.            | .Феб.            | .Мар.            | .Апр.            | .Мај.            | .Јун.            | .Јул.            | .Авг.            | .Сеп.            | .Окт.            | .Нов.            | .Дец.            | .Год.            |
| ------------------------ | ---------------- | ---------------- | ---------------- | ---------------- | ---------------- | ---------------- | ---------------- | ---------------- | ---------------- | ---------------- | ---------------- | ---------------- | ---------------- |
| Средњи максимум, °C (°F) | −8,9 (16)        | −6,9 (19,6)      | −0,4 (31,3)      | 8,6 (47,5)       | 17,2 (63)        | 22,0 (71,6)      | 24,5 (76,1)      | 23 (73)          | 17,2 (63)        | 10,2 (50,4)      | 1,8 (35,2)       | −5,2 (22,6)      | 24,5 (76,1)      |
| Просек, °C (°F)          | −15,2 (4,6)      | −13,5 (7,7)      | −6,5 (20,3)      | 2,6 (36,7)       | 10,4 (50,7)      | 15,5 (59,9)      | 18,2 (64,8)      | 17 (63)          | 11,9 (53,4)      | 5,7 (42,3)       | −2 (28)          | −10,5 (13,1)     | 2,8 (37,04)      |
| Средњи минимум, °C (°F)  | −21,4 (−6,5)     | −20,1 (−4,2)     | −12,6 (9,3)      | −3,5 (25,7)      | 3,5 (38,3)       | 8,9 (48)         | 11,9 (53,4)      | 11 (52)          | 6,6 (43,9)       | 1,2 (34,2)       | −5,8 (21,6)      | −15,7 (3,7)      | −21,4 (−6,5)     |
| [ тражи се извор ]       |                  |                  |                  |                  |                  |                  |                  |                  |                  |                  |                  |                  |                  |

## Становништво
Према резултатима пописа становништва из 2011. у граду је живело 2.595 становника, што је за 3,7% мање у односу на попис из 2006. када је регистровано 2.696 житеља.
| 2006. | 2011. |
| ----- | ----- |
| 2.696 | 2.595 |